# كيسي أندرسون (مغن مؤلف)
كيسي أندرسون (بالإنجليزية: Kasey Anderson)‏ هو مغن مؤلف أمريكي، ولد في 1980 في بورتلاند في الولايات المتحدة.